# Alabama Hills (California)
Alabama Hills es un área no incorporada ubicada en el condado de Inyo en el estado estadounidense de California.

## Geografía
Alabama Hills se encuentra ubicada en las coordenadas 36°34′4″N 118°5′23″O / 36.56778, -118.08972.